# Flesselles
Flesselles – miejscowość i gmina we Francji, w regionie Hauts-de-France, w departamencie Somma.
Według danych na rok 1990 gminę zamieszkiwały 2103 osoby, a gęstość zaludnienia wynosiła 103 osoby/km² (wśród 2293 gmin Pikardii Flesselles plasuje się na 132. miejscu pod względem liczby ludności, natomiast pod względem powierzchni na miejscu 81.).